# Sinocymbachus angustefasciatus
Sinocymbachus angustefasciatus là một loài bọ cánh cứng trong họ Endomychidae. Loài này được Pic miêu tả khoa học năm 1940.